# Guy Klucevsek
Guy Klucevsek (Manhattan (New York), 26 februari 1947 – Staten Island (New York), 22 mei 2025) was een Amerikaans accordeonist en componist. Klucevsek was een van de weinige accordeonspelers die actief was in de jazzwereld en in de vrije improvisatie. Hij werd meermaals bekroond voor zijn werk.
Hij bracht 21 albums uit en nam op of trad op met onder andere trompettist Dave Douglas, John Zorn, Bill Frisell en Laurie Anderson.
Hij was ook een van de stichtende leden van de internationale groep Accordion Tribe met Maria Kalaniemi, Bratko Bibic, Lars Hollmer en Otto Lechner.
Klucevsek overleed op 22 mei 2025 op 78-jarige leeftijd.